# Ширли, Сьюаллис
Сьюаллис Эвелин Ширли (англ. Sewallis Evelyn Shirley, 15 июля 1844, Эттингтон-парк, Стратфорд-апон-Эйвон — 7 марта 1904, Лондон) — британский аристократ, основатель английского Кеннел-клуба.

## Семья и образование
Сьюаллис Ширли родился в семье английского графа Феррерса; его отец Эвелин Филип Ширли, мать Мэри Клэр Элизабет, дочь 2-го баронета Эдмунда Лечмера. Семья жила в родовом поместье Эттингтон-парк близ Стратфорд-апон-Эйвона. Образование получил в Итоне, был зачислен в Крайст-Черч в 1864 году, но степени не получил.
На открытом приёме 1 июня 1869 в Сент-Джеймсском дворце отец представил его принцу Уэльскому (позже Эдуарду VII), в числе других 350 молодых людей благородного происхождения.

## Политическая карьера
Семья Ширли имела давние связи с графством Монахан в Ирландии, они владели большим поместьем в Каррикмакроссе. 17 ноября 1868 Ширли занял кресло в парламенте от Монахана, ранее принадлежавшее его деду и отцу и победил на выборах благодаря обещанию поддержать протестантскую конституцию. Был представителем графства в парламенте вплоть до 31 марта 1880, но выступал редко и, видимо, потерял свое место, когда сторонники либеральной оппозиции провели успешную компанию по правам арендаторов. В 1885 попытался вернуться в политику, участвовал в борьбе за вновь созданные кресла в парламенте от Южного Монахана и с большим отставанием проиграл выборы кандидату от ирландских националистов.
Ширли был также заместителем председателя совета графства по делам территориальной армии (англ. Deputy Lieutenant), мировым судьёй, в 1884 служил шерифом графства (англ. High Sheriff of Monaghan). Под руководством отца включился в местную общественную жизнь, участвовал в проектах с недвижимостью, таких как строительство новой церкви в 1865 году. Но его отношения с фермерами-арендаторами имений, унаследованных в 1882 году, не были тесными и усугубились принудительными выселениями, последовавшими за депрессией в сельском хозяйстве в 1880-х годах. Недвижимость, принадлежавшая Ширли, стала объектом План кампании и пострадала от бойкота фермеров железнодорожной станции в Каррикмакроссе в 1890 году.

## Разведение собак
Всю жизнь Сьюаллин Ширли интересовался собаками, как рабочими, так и чистокровными, любил охотничьи развлечения, был отменным стрелком и держал свору биглей. Серьёзно занимался разведением и сам тренировал своих подружейных собак. На выставке собак в Бирмингеме в 1867 году его фокстерьер завоевал серебряный кубок, а через три года победу повторил его бультерьер. На протяжении выставочной карьеры Ширли представлял собак разных пород — бульдогов, колли, ретриверов.
В 1873 году Ширли собрал 12 единомышленников, чтобы основать орган, который занялся бы утверждением стандартов пород и улучшением правил проведения выставок собак. Новый Кеннел-клуб провёл первую выставку в том же году, а в 1874 году на выставке в Бирмингеме представил первую племенную книгу, охватывавшую период с 1859 по 1874 год и содержавшую 4027 родословных собак 40 пород. Сьюаллин Ширли более 25 лет был председателем клуба, с момента его создания до 1899 года, а затем, до дня смерти — президентом. Был судьёй на выставках собак всех пород и на полевых испытаниях сеттеров и пойнтеров. В последний раз судил на выставке собак в честь двадцатилетия Общества за улучшение охоты (англ. Hunter’s Improvement Society) в Королевском земледельческом павильоне (англ. Royal Agricultural Hall) в Ислингтоне менее чем за неделю до своей смерти. Ширли также был известным владельцем нескольких скаковых лошадей.

## Семья
До женитьбы Ширли жил в Эттингтон-парке с отцом, братьями и сестрами. В 1884 году женился на Эмили Джин, дочери полковника Уильяма Макдональда. Во время переписи населения в 1891 году Ширли был главой Эттингтон-парка, где проживали его жена, их сын Эвелин и овдовевшая мать. Эмили Джин умерла в июле 1918 года.

## Смерть
Сьюаллин Ширли умер 7 марта 1904 во время краткой поездки в Лондон. Он остановился в отеле «Виндзор» на Виктория-стрит и возвращался на такси после визита к друзьям. Утренние газеты сообщали, что Ширли был избит, а его часы и другие ценности похищены, но некрологи опускают эти подробности. Он был доставлен в Вестминстерский госпиталь и умер вскоре после поступления. Позже коронер установил, что причиной смерти стало кровоизлияние в мозг, а подробные красочные описания обстоятельств смерти коронер назвал «порождением мрачных фантазий».